# Nazario Aguado
Nazario Aguado Aguilar (Palencia, 1945-íbidem 11 de junio de 2014) fue un profesor, sindicalista y político español.

## Biografía
Su familia poseía en Palencia una empresa de maquinaría agrícola.
Se dedicó a la docencia y a la política en tiempos de la dictadura franquista, hasta que en 1968 decidió dejar la enseñanza para centrarse en la actividad política clandestina.
Fue dirigente del Partido del Trabajo de España (PTE), que hasta 1975 era denominado Partido Comunista de España (internacional). Fue uno de los cuatro componentes, durante algunos años, del buró político del partido y, tras su unificación en 1977 con el Partido Comunista de Unificación (PCU), pasó a ser uno de los seis miembros del comité ejecutivo.
En los años de la Transición fue el representante del PTE en los organismos políticos unitarios que se fueron formando desde 1974 por los grupos opositores a la dictadura: Junta Democrática, Coordinación Democrática y Plataforma de Organizaciones Democráticas.
En mayo de 1976 fue detenido y encarcelado en la cárcel de Carabanchel en Madrid junto con otros representantes de Coordinación Democrática. 
En marzo de 1978 se celebró el primer Congreso del PTE en el que Nazario Aguado fue el presidente de la comisión organizadora del mismo.
Fue candidato en las elecciones generales de 1977 en la lista del Frente Democrático de Izquierdas por la circunscripción de Burgos. El PTE se tuvo que presentar con ese nombre pues todavía era ilegal. En las elecciones generales de 1979 Nazario Aguado iba de número 1 en la lista de Madrid y el partido ya se presentó como PTE. En ambas elecciones no fue elegido diputado.
En 1979 fue detenido por tirar octavillas desde la tribuna de invitados en el Congreso de los Diputados.
Tras la unificación el 24 de julio de 1979 con la Organización Revolucionaria de Trabajadores (ORT), que dio lugar al Partido de los Trabajadores, fue uno de los cuatro componentes de la presidencia colegiada. 
Tras la disolución del Partido de los Trabajadores en 1980, Aguado regresó a Palencia y en 1982 reanudó la actividad docente como profesor de Dibujo en el instituto Trinidad Arroyo siendo director del mismo durante 4 años. 
Fue también sindicalista en la Federación de Enseñanza de Comisiones Obreras (CC.OO.) en Palencia.
Falleció en junio de 2014.

## Publicaciones
- Programas económicos en la alternativa democrática (1976). (Nazario Aguado, Jaime Cortezo, Manuel Azcárate, Miguel Boyer, Francisco Fernández Ordóñez y Manuel Sánchez Ayuso). Editorial Anagrama.[16]
- Movimiento de barrios y partidos políticos. (1977). (Nazario Aguado, Javier A. Dorronsoro, Victor Díez Cardiel, Manuel Guedán, José Martínez Barceló, Emilio Pérez Ruiz y Eugenio Royo). Mañana Editorial.[17]